# Petar Milić
Petar Milić (Kirin Serbia: Петар Милић; sinh ngày 12 tháng 3 năm 1998) là một tiền đạo bóng đá Serbia, thi đấu cho Čukarički.